# Protyndarichoides indicus
Protyndarichoides indicus är en stekelart som beskrevs av Singh och Agarwal 1993. Protyndarichoides indicus ingår i släktet Protyndarichoides och familjen sköldlussteklar. Inga underarter finns listade i Catalogue of Life.